# Empowerment

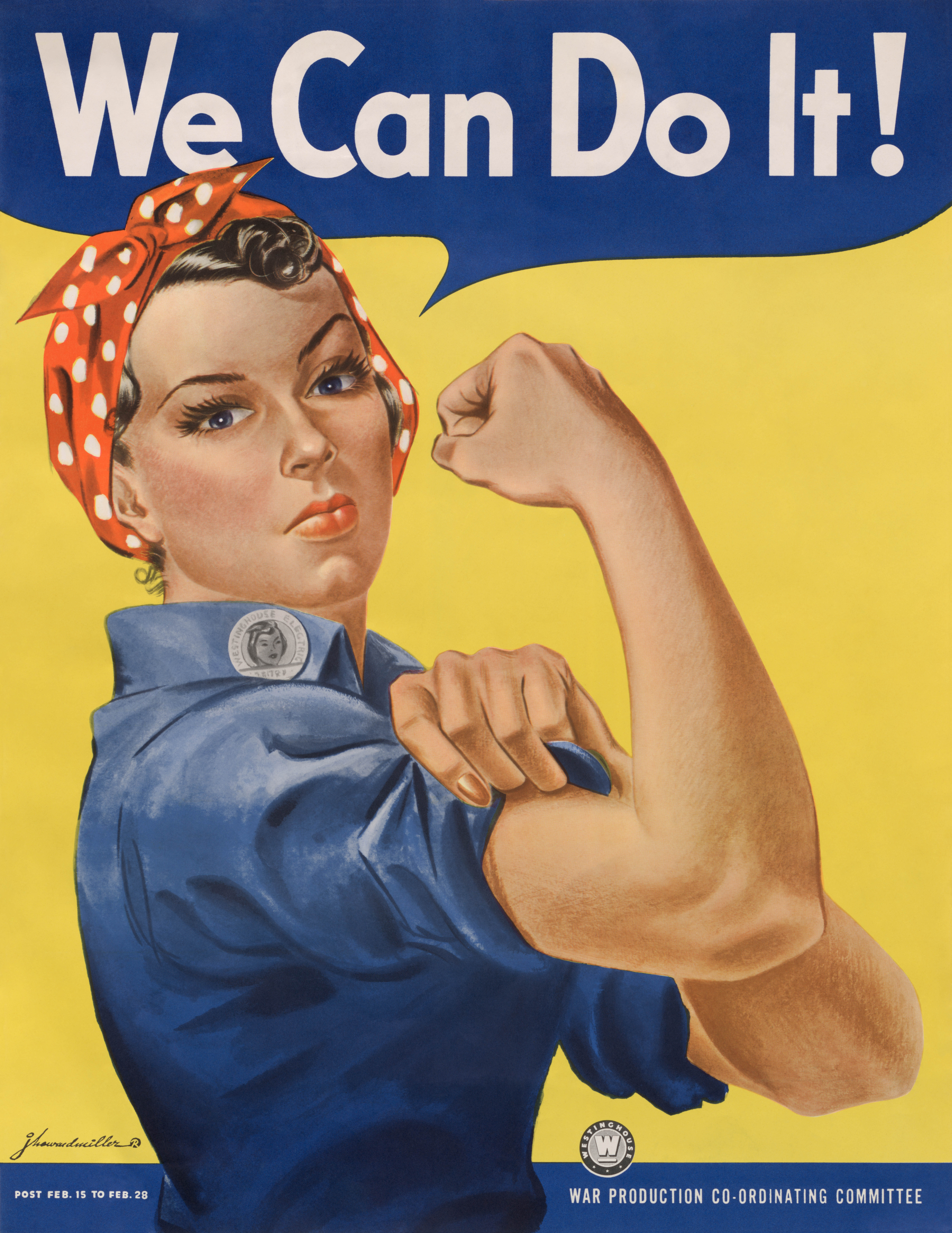
'We Can Do It!' is een Amerikaanse poster ontworpen door J. Howard Miller in 1943 voor het bedrijf Westinghouse Electric. De poster was bedoeld ter aanmoediging van vrouwelijke arbeiders, die in de Tweede Wereldoorlog het werk van mannen in fabrieken overnamen. In de vroege jaren 80 van de 20ste eeuw werd de poster herontdekt en is sindsdien op grote schaal gebruikt door o.a. feministen en politici.

Empowerment (neologisme, afgeleid van het Engelse woord power = kracht) is het proces waarbij iemand gestimuleerd wordt zelfstandig te beslissen en te handelen en voor zichzelf op te komen. Dit gebeurt met methodieken die leiden tot het vergroten van het zelfvertrouwen, zelfbewustzijn en tot een positief zelfbeeld bij individuen, groepen of organisaties.
Het doel van empowerment is iemand (of een specifieke groep) grip te laten krijgen op zijn of haar situatie en/of omgeving. Empowerment komt tot stand door het krijgen en hebben van controle, het aanscherpen van bewustzijn en het vergroten van participatie.
De ervaring en de beleving van het individu zelf staan centraal: de persoon wordt niet iets opgelegd, maar in de mogelijkheid gesteld reeds aanwezige capaciteiten te ontdekken en te ontwikkelen (zelfontplooiing).
Ook door het over en weer uitwisselen van ervaringen door lotgenoten kan onderling empowerment bereikt worden.

## Doelgroepen
Belangrijke terreinen waarop empowerment wordt ingezet is het bedrijfsleven, organisaties en de psycho-sociale hulpverlening. De kern van empowerment gaat over het gedrag en functioneren van een individu binnen de grotere context van bedrijf, organisatie of maatschappij.
- In het bedrijfsleven kan met het proces van empowerment bereikt worden dat iemand meer macht krijgt door het delegeren van bevoegdheden, dat iemand meer betrokken wordt bij een beslissingsproces of meer autonomie binnen de afdeling krijgt.[4] Het doel is de capaciteiten van de werknemer (kennis, ervaring, motivatie) optimaal te benutten, waardoor zowel de werknemer als het bedrijf tot bloei kunnen komen.[5]
- Binnen organisaties als ontwikkelingsorganisaties of vrouwenbewegingen ligt de nadruk op het bereiken van een positie waarin personen meer zeggenschap krijgen over hun situatie en in economisch, sociaal en politiek opzicht zelf actief hun leven en hun gemeenschap kunnen vormgeven.[4] Door middel van juridisch empowerment leert men gebruik te maken van de wet, rechtsstelsels en gerechtelijke mechanismen om de situatie te verbeteren of te transformeren.[6]
- In de psycho-sociale hulpverlening wordt empowerment ingezet om de eigen kracht en zelfredzaamheid van cliënten te versterken. Dit leidt ertoe dat mensen beter in staat zijn goede keuzes voor zichzelf te maken, weten wat hun sterktes en zwaktes zijn, zelf problemen kunnen oplossen maar ook hulp durven vragen, voor zichzelf kunnen opkomen, hun eigenwaarde en zelfvertrouwen leren vergroten en zo hun leven vorm kunnen geven zoals ze dat zelf het liefst willen.[3]

## Uitgangspunten
Nadat de Amerikaanse Judi Chamberlin als patiënt binnen de psychiatrie met verschillende misstanden te maken kreeg, werd zij activiste voor betere rechten voor psychiatrische patiënten. Om deze groep beter te kunnen ondersteunen richtte zij het National Empowerment Center (Verenigde Staten) op. Zij formuleerde 15 aspecten van empowerment die veel toegepast worden binnen de psycho-sociale hulpverlening, maar die over het algemeen ook in andere contexten van toepassing zijn: 
1. Beslissingsvrijheid: Iemand kan pas zelfstandig worden als hij of zij in de gelegenheid gesteld wordt zelf beslissingen te nemen, en hier ook in mag oefenen.
2. Toegang hebben tot informatie en tot hulpbronnen: De beste beslissing kan alleen worden genomen als een persoon goed geïnformeerd wordt en daardoor de mogelijke consequenties van zijn of haar keuze goed kan afwegen.
3. Keuzemogelijkheden: Echt iets te kiezen hebben is een voorwaarde als het om belangrijke zaken gaat.
4. Assertiviteit: Het duidelijk opkomen voor jezelf, je wensen en je verwachtingen helpt een persoon om dat te bereiken wat hij of zij precies wil.
5. Een individu kan het verschil uitmaken: Het hebben en durven uitspreken van de hoop op verandering en verbetering is essentieel.
6. Kritisch leren denken in plaats van geconditioneerd handelen: Niet automatisch handelen, maar leren nadenken over wat je wilt en daar vervolgens naar handelen leidt tot het herwinnen van een gevoel van competentie.
7. Boosheid tonen en er mee om leren gaan: Leren niet bang te zijn voor de eigen woede, deze op een veilige manier kunnen uiten en de grenzen ervan leren ontdekken.
8. Het belang van de groep en het gevoel er niet alleen voor te staan: Empowerment is niet iets wat alleen met het individu te maken heeft maar gaat in essentie om het zich verbonden voelen met anderen.
9. Mensen hebben rechten: Alle maatschappelijk achtergestelde groepen hebben moeten vechten voor hun rechten. Door je rechten te begrijpen vergroot je je kracht en zelfvertrouwen.
10. Veranderingen bewerkstelligen in het eigen leven en de groep waar men deel van uitmaakt: Empowerment is niet alleen een gevoel, het leidt ook tot krachtige daden. Als iemand 'empowered' is kan hij of zij beter een situatie beheersen en meer invloed uitoefenen op gebeurtenissen.
11. Vaardigheden aanleren die het individu zelf belangrijk vindt: Als iemand de gelegenheid krijgt om dat te leren wat hij of zij zelf graag wil, blijken nieuwe vaardigheden sneller dan gedacht verworven te kunnen worden.
12. De perceptie van iemands vermogen en handelingsbekwaamheid veranderen: Wanneer een persoon meer controle over zijn of haar eigen bestaan verwerft zullen stereotiepe opvattingen over deze cliënt bij hulpverleners vervagen.
13. Uit de kast komen: Mensen die in staat zijn hun ware identiteit bekend te maken, ongeacht wat de toehoorder ervan vindt, tonen hun zelfvertrouwen.
14. Uit zichzelf groeien en blijven veranderen: Empowerment is niet het doel maar het middel. Er is geen eindpunt waar groei en verandering stoppen.
15. Stigma overstijgen en een positief zelfbeeld opbouwen: Iemand die 'empowered' is, heeft meer zelfvertrouwen, is tot meer in staat en voelt zich niet langer gedefinieerd door het label van bijvoorbeeld een psychische aandoening. Dit leidt tot een beter zelfbeeld.

## Kanttekeningen
Voorafgaand aan de conclusie dat een bepaald persoon of bepaalde groep empowerment nodig heeft, vindt meestal eerst een analyse plaats door een expert die constateert welke tekortkomingen er zijn en welke potentie aanwezig is. Dit betekent dat de basisrelatie tussen expert (coach, hulpverlener) en cliënt per definitie vanaf het begin een ongelijkwaardige relatie is.
Daarnaast is het voor het welslagen van het empowermentproces noodzakelijk dat betrokken personen op een redelijk en gelijkwaardig niveau kunnen communiceren en reflecteren.
Verder is het niet vanzelfsprekend dat de persoon die het proces van empowerment aangaat, daar zelf ook de noodzaak van inziet, en bereid is tot leren en veranderen. Ook is het de vraag of de methodiek van empowerment in elke situatie toepasbaar is. Een patiënt in een acute psychische crisissituatie is op dat moment mogelijk niet in staat zelfstandige beslissingen te nemen over zijn of haar behandeling.
Empowerment speelt zich altijd af binnen een context van anderen. De versterking van iemands macht heeft hoe dan ook invloed op die omgeving. Daarom moet de vraag of empowerment ook ten goede komt aan anderen, zoals familie, altijd meegenomen worden in de visie of empowerment wel of niet wenselijk is in die specifieke situatie.

## Verder lezen
- Agogiek
- Emancipatie
- Sociale kwaliteit
- Maatschappelijk werk
- Maatschappelijk assistent
- Groepswerk
- Opbouwwerk